# 林明恩
林明恩（英語：Lam Ming Yan，1995年—），香港民主派政治人物，前工黨成員，前香港屯門區議會友愛北選區區議員。

## 簡歷
林明恩與其後一同在2019年香港區議會選舉當選區議員的林健翔在屯門長大，在友愛邨就讀順德聯誼總會譚伯羽中學，高中時期一起修讀歷史科，更一同參選中學學生會。在2014年雨傘運動，兩人曾到屯門杯渡橋底開街站講述佔領原因，可惜被市民包圍及指罵。2016年開始，兩人任職工黨友愛北區議員譚駿賢的議員助理，分別接手工黨在友愛南、友愛北的地區工作，當中包括處理屯門公園大媽噪音、街市翻新、屋邨維修等議題。

## 軼事
在明報專訪中提及，林健翔及林明恩喜愛英超球隊阿仙奴。此外兩人均姓林，同為戴眼鏡的年輕人，故此常遭街坊誤認為「親生兄弟」。

## 參政經歷
2016年，剛當選為友愛北區議員的譚駿賢在上任後已表明，來屆將不再尋求連任，後來安排助理林明恩接棒並在2019年區議會選舉競逐友愛北選區議席。而民建聯則改派葉俊遠與林明恩角逐。最後林明恩以超過1,700票擊敗葉俊遠當選。
2019年區議會選舉
| 政党   | 政党   | 候选人    | 票数  | %     | ±      |
| ------ | ------ | --------- | ----- | ----- | ------ |
|        | 工黨   | ①. 林明恩 | 4,074 | 63.47 | 不適用 |
|        | 民建聯 | ②. 葉俊遠 | 2,345 | 36.53 | 不適用 |
| 多数票 | 多数票 | 多数票    | 1,729 | 26.95 | 不適用 |

### 突襲屯門公園(視察屯門公園違規的歌唱賣藝)
當選屯門區議員後的林明恩於2019年12月15日發起「突襲」行動，聯同約十名街坊於下午3時前往屯門公園視察女子歌唱賣藝的情況，並調查向康文署職員投訴後，職員需要多少時間才能處理。他們先接觸一名與男子合唱的紅衣女子，康文署職員以擴音機指影響其他使用者，紅衣女﹕「我係香港人嚟！」在場人士叫她返回內地，當職員發現爭拗情況，便退離現場，未有主動調停。林明恩再向職員投訴另一名戴帽的「女歌手」，場地經理表示要發出法庭傳票。之後，大量防暴警突然到場截查，林明恩多次被搜袋及查身份證。當日突擊行動為未來「屯門公園會見市民計劃」奠下了基礎，意義深遠。

### 宣布退出工黨
2020年12月23日，林明恩與同為屯門區議員的林健翔在社交平台發文，宣布已於10月31日退出工黨。兩人表示感謝組織及黨友過往的支持，相信未來會在爭取民主，和對抗拒社會不公義的路上再聚。他們又指，希望有一天香港人及一眾打工仔女可以有尊嚴地生活。

## 外部連結
| 議會席位      | 議會席位                                               | 議會席位    |
| ------------- | ------------------------------------------------------ | ----------- |
| 前任： 譚駿賢 | 屯門區議會 友愛北選區區議員 2020年1月1日－2021年7月7日 | 繼任： 懸空 |